# Donau-Ipoly Nationalpark
Donau-Ipoly Nationalpark er en af de mest forskelligartede nationalparker i Ungarn.

## Baggrund
I 1997 blev parken skabt ud fra nationalparkerne Pilis og Börzsöny, med tilføjelsen af en del af flodsletten ved Ipoly-floden. Denne park omfatter områder i provinserne Budapest, Pest, Komárom-Esztergom og Fejér. Dets administration ligger i Budapest og i Jókai-haven (Budapest XII), og dets hovedkvarter er i Esztergom.
Nogle arter – både flora og fauna – har deres eneste levested i denne park, og der er et program til at redde disse sjældne og truede arter.